# Companyia (exèrcit romà d'Orient)
La Companyia (en grec medieval ἑταιρεία, heteria) era un cos de la guàrdia imperial de l'Imperi Romà d'Orient. «Company» és una paraula que recorda els Companys que formaven l'elit de la cavalleria del Regne de Macedònia en temps d'Alexandre el Gran. Els «companys imperials» eren principalment un cos de mercenaris i constituïen la guàrdia imperial juntament amb les tagmes des del segle ix fins al xii. La paraula també s'aplicava als petits cossos de guàrdia dels temes dirigits per un comes. Des del segle xiii, el terme es va utilitzar també en un sentit genèric per als seguicis armats dels magnats, que estaven vinculats per un jurament als seus amos.

## Història
L'origen exacte, el paper i l'estructura de la Companyia són poc coneguts. El terme va aparèixer per primera vegada a principis del segle ix. Les fonts testimonien la seva existència l'any 813 i la defineixen com a guàrdia de l'emperador durant les campanyes. J. B. Bury planteja la idea que els companys eren els successors dels antics federats, però John Haldon rebutja aquesta hipòtesi. El cos de la guàrdia dels Companys del període intermedi de l'Imperi Romà d'Orient es dividia en diverses unitats (tres o més, segons les fonts) que es distingien pels seus epítets. Cadascuna d'elles tenia, almenys en els seus inicis, el seu propi hetariarca (ἑταιρειάρχης) o comandant.
La unitat principal portava el nom de «Gran Companyia» (μεγάλη ἑταιρεία, megali heteria) dirigida pel «gran hetariarca» (megas heteriarkhes) que era reconegut com el lloc militar més important de la categoria dels estratarques. Sovint també se l'anomenava només «hetariarca». Va ser un càrrec molt important a la fi del segle ix i a la primera meitat del segle x. Era el responsable de la seguretat de l'emperador i tenia la seva confiança per a les missions delicades. Algunes fonts afirmen que Romà Lecapè va ocupar aquest càrrec i que el seu fill Cristòfol Lecapè li va succeir. A mitjans del segle x, el De Ceremoniis, escrit per Constantí VII, explica que la Gran Companyia era el responsable de protegir la tenda de l'emperador a les campanyes militars i també de la seguretat del Palau Imperial en col·laboració amb les papies, el cos dels eunucs responsables de la seguretat del Palau.
Es fa també menció a les fonts d'una Companyia Mitjana (μέση ἑταιρεία, messi heteria) i és possible l'existència d'una Companyia Petita (μικρὰ ἑταιρεία, mikra hetaireia) per una referència d'Estilià Zaützes a un mikros hetaireiarchēs en temps de Miquel III l'Embriac. Aquesta unitat podria ser idèntica al regiment bàrbar compost per dues companyies de khàzars i de farganoi. Al Taktikon de l'Escorial escrit l'any 975, es parla d'una Tercera Companyia (τρίτη ἑταιρεία, tritē hetaireia). Warren Treadgold creu que la força combinada de les diverses unitats de l'Hetairia era de 1.200 homes al començament del segle x.
La majoria dels cossos de les Companyies estava formada per mercenaris. A les llistes de l'època es parla que la formaven els khàzars, els farganoi, els turcs, els francs i els àrabs. Els farganoi podrien ser homes procedents de l'Àsia central, de la regió propera a Fergana o també es podria tractar d'una mala pronunciació de varangoi que designava els varegs. Tanmateix, els càrrecs honoraris de l'Hetairia eren molt prestigiosos i estaven vinculats a una paga anual (roga) que podia ser comprada pels funcionaris romans de naixement. Un càrrec a la Gran Hetairia valia un mínim de 16 litrai d'or, a l'Hetairia intermèdia, un mínim de 10 litrai d'or i el càrrec a la de vegades coneguda com a Petita Hetairia, un mínim de 7 litrai d'or.
Durant el segle x, cada cop es fa més evident la tendència a combinar les diverses unitats en un comandament unificat. L'Hetairia intermèdia sembla que es va situar sota el comandament del gran hetariarca. La importància dels Companys va disminuir gradualment, però la unitat continua pervivint a l'exèrcit de la Dinastia Comnè, i se'n coneix l'existència durant el regnat de Manuel I Comnè (r. 1143-1180). La seva composició canviava sovint. A finals del segle xi, Nicèfor Brienni el Jove afirmava que la guàrdia imperial dels Companys estava generalment formada per joves nobles romans.
El càrrec de gran hetariarca va sobreviure però sense funcions militars. Era un personatge important i els seus titulars van ser sovint eunucs influents al Palau imperial durant el segle xi o també nobles de segon rang i fins i tot homes joves vinculats a la família imperial com Jordi Paleòleg sota els Comnens. Sota els Paleòleg, el càrrec l'ocupaven membres de famílies importants de la noblesa.